# محمود بن لبيد
محمود بن لبيد بن عقبة بن رافع أبو نعيم الأنصاري الأوسي الأشهلي المدني تابعي وُلد بالمدينة المنورة في حياة النبي محمد، وأحد رواة الحديث النبوي، توفي ابن لبيد في سنة 97 هـ وقيل 96 هـ.

## سيرته
هو محمود بن لَبيد بن عُقْبة بن رافع بن امرئ القيس بن زيد بن عبد الأشهل، وُلد على عهد النبي، وفي أبيه لبيد بن عقبة نزلت آية رخصة الإطعام لمن لا يقدر على الصوم. وأمه أمّ منظور بنت محمود بن مَسْلَمة بن سلَمة بن خالد بن عديّ من بني حارثة من الأوس. وَلَدَ محمودُ بن لبيد: حُضيرًا، وأمّ منظور وأمّهما أمّ ولد. وعُمارةَ وأمَّ كلثوم وأمّهما أمّ ولد، وشَيْبَةَ وأمّه بنت عمرو بن ضَمْرة من بني فَزارة من قيس عَيْلان، كان له عقب فانقرضوا فلم يبقَ منهم أحد.
عدوه من الصحابة لأنه رأى النبي، ولكنه لم يسمع منه، وعده آخرون من كبار التابعين، وكان يروي المراسيل عن النبي، وأكثر روايته عن الصحابة. توفي ابن لبيد في سنة 97 هـ وقيل 96 هـ.

## روايته للحديث النبوي
- روى عن: عمر بن الخطاب وعثمان بن عفان وقتادة بن النعمان ورافع بن خديج،[2] وعبد الله بن عباس.[1]
- روى عنه: بكير بن الأشج، ومحمد بن إبراهيم التيمي، وابن شهاب الزهري، وعاصم بن عمر بن قتادة، وآخرون.[2]
- الجرح والتعديل: قال محمد بن سعد البغدادي: كان ثقةً قليل الحديث،[1] قال البخاري: له صحبة. وقال ابن عبد البر: هو أسن من محمود بن الربيع.[2] وقال أبو حاتم الرازي: لا يُعرف له صحبة، وقال ابن حجر العسقلاني: صحابي صغير، وقال أبو عيسى محمد الترمذي: رأى النبي وهو غلام صغير، وقال أبو زرعة الرازي: ثقة.[3]